# Аритметика с плаваща запетая
Аритметика с плаваща запетая (или число с плаваща точка/запетая) е форма на представяне на реалните числа, при която числото се представя в експоненциален запис като наредена двойка, съставена от основата и показателя на степента. При това числото с плаваща запетая има фиксирана относителна точност и променлива абсолютна точност. Най-често използваните представяния са стандартизирани през 1985 г. в технически стандарт (текуща версия IEEE 754 – 2008, международна версия ISO/IEC/IEEE 60559:2011), издаден от американския Институт на инженерите по електротехника и електроника. Извършването на аритметични операции с числа, представени под тази форма, може да бъде направено както хардуерно, така и софтуерно.